# 比徹城 (伊利諾伊州)
比徹城（英語：Beecher City）是位於美國伊利諾伊州埃芬漢縣的一個村落。

## 地理
比徹城的座標為39°11′13″N 88°47′09″W / 39.18694°N 88.78583°W，而該地最高點為海拔高度187米（即614英尺）。

## 人口
根據2010年美國人口普查的數據，比徹城的面積為2.34平方千米，當中陸地面積為2.34平方千米，而水域面積為0.00平方千米。當地共有人口463人，而人口密度為每平方千米197人。